# Epilobium purpuratum
Epilobium purpuratum är en dunörtsväxtart som beskrevs av Joseph Dalton Hooker. Epilobium purpuratum ingår i släktet dunörter, och familjen dunörtsväxter. Inga underarter finns listade i Catalogue of Life.